# 杏仁茶
杏仁茶，又称杏仁露、杏酪、杏仁霜，是由杏仁制成的饮料。

## 香港版本

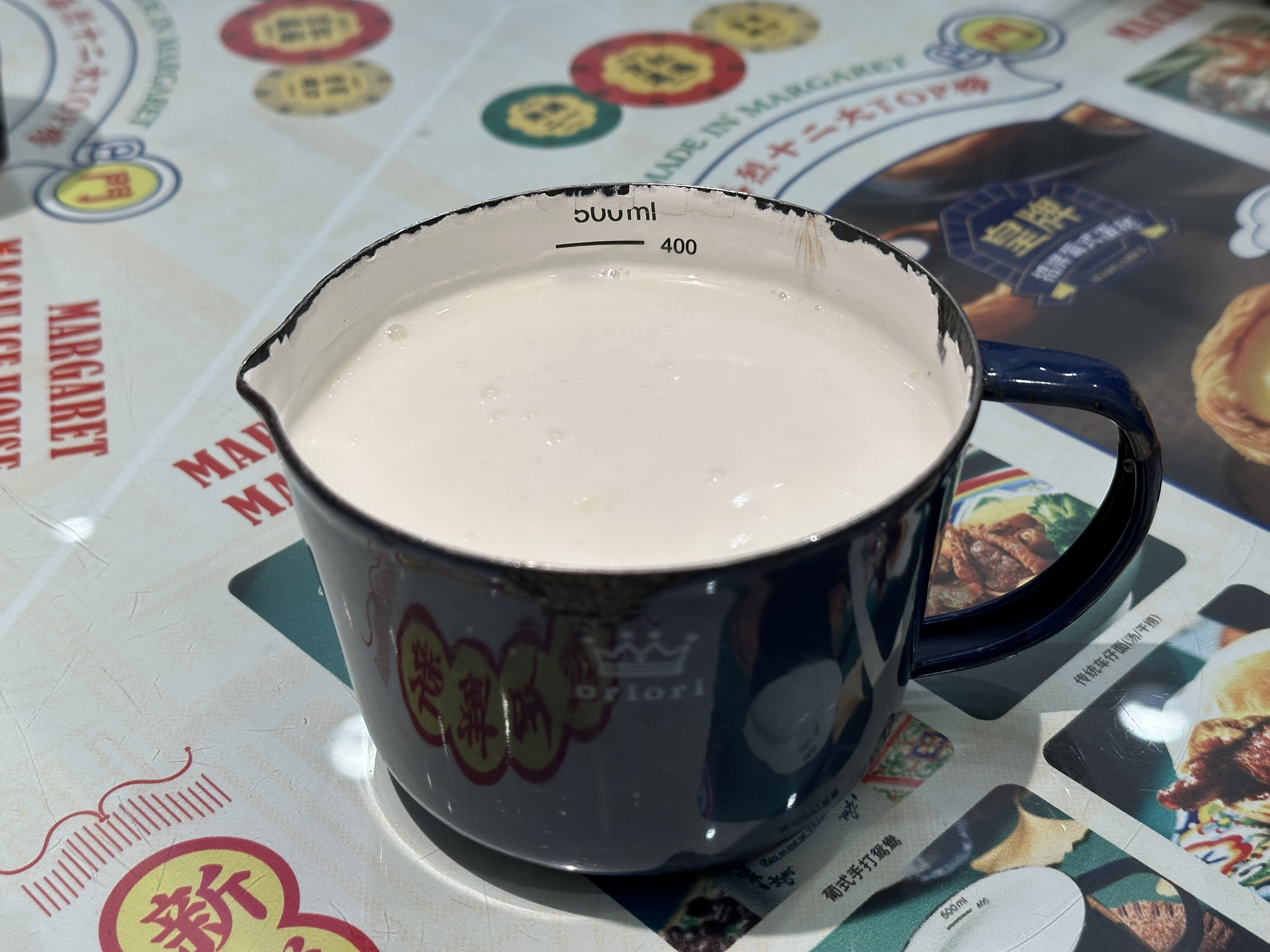
廣式杏仁茶

香港茶餐廳和市民通常簡稱杏仁霜為杏霜。之所以稱之為「霜」，是因为它比奶更濃。另有一说杏仁茶叫茶而不叫湯或羹是因它比羹稀，喝時不用羹匙，如同飲茶，故名。杏仁霜更有粉狀即溶杏仁霜或杏仁露。以不同的沖調烹飪技巧，製作出杏仁霜。大部份香港茶餐廳或街市食亭，會用「金山牌杏仁霜」，製造一杯香滑杏仁霜。所以在茶餐廳的水吧，會看到綠黑色的罐子就是最廣泛而合大眾口味的杏仁霜。
坊間最常見方便沖調的是「金山牌」即溶杏仁霜。加水後，隨心兩匙。就能輕便簡易地做出杏仁霜在一般超級市場，街市，線上購物，也能看得到。還有個香港老品牌「寶馬」川貝杏仁霜，成份如下：
- 南杏
- 北杏
- 糖
- 澱粉
- 奶粉
- 葡萄糖
- 川貝

加大滾水，可再加淡奶。粉量多少適隨尊便調校個人喜好之濃稠程度。
1. 南杏北杏在香港統稱南北杏，藥膳同源，在中藥材店有粒裝單純南北杏按重量出售。市民可自行磨粉，或部份中藥材店有電動磨粉機可代客磨粉。
2. 北杏有微毒，用於中藥或煲中式湯水時，中藥材店會以比例出售: 大部份是南杏，加少量北杏。

## 北京版本

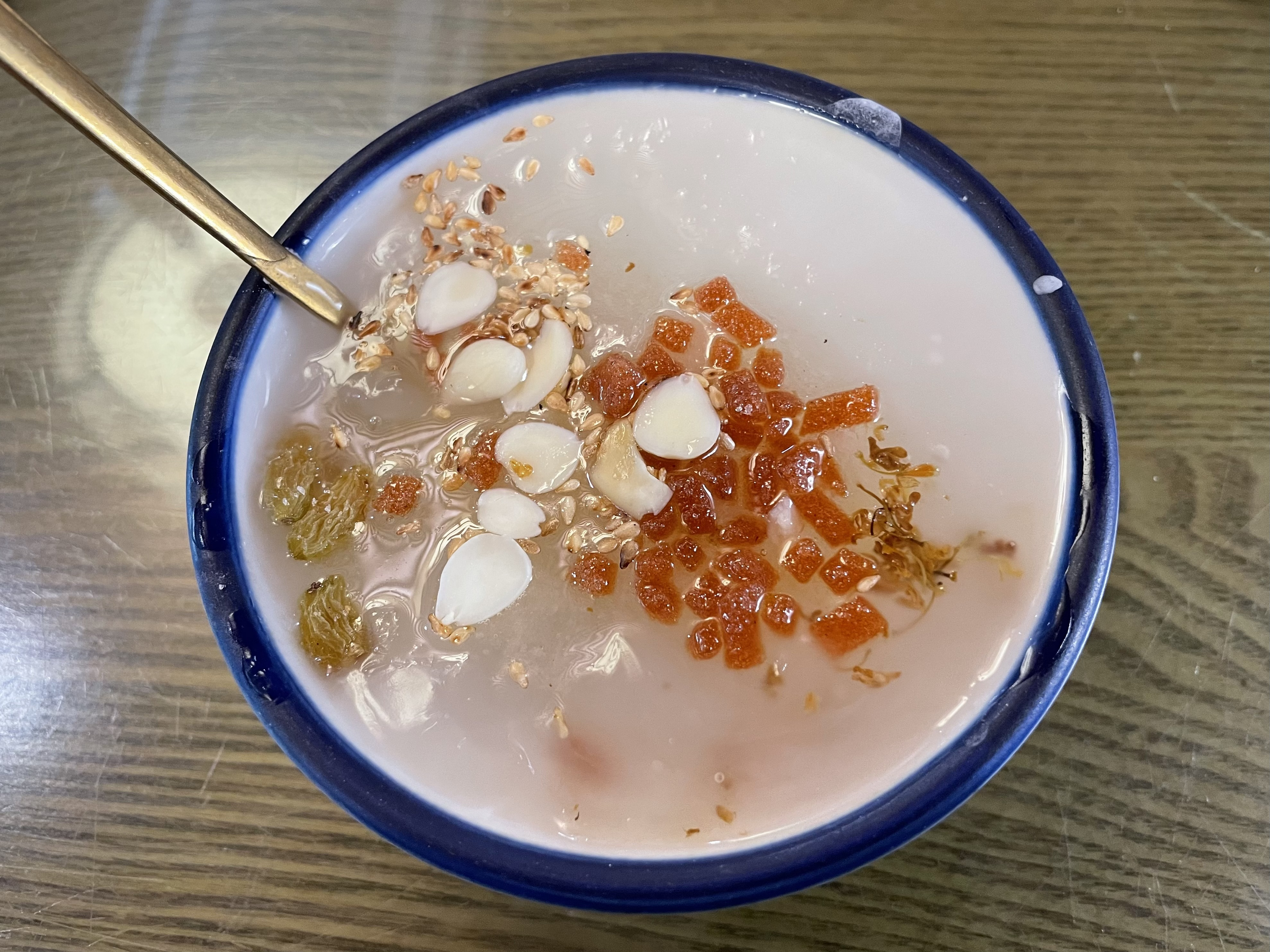
北京杏仁茶

北京杏仁茶是由宫廷传入民间的一种小吃，选用精制杏仁粉为主料，用铜制大壶烧制的沸水冲制，配以杏仁，花生，芝麻，玫瑰，桂花，葡萄干，枸杞子，樱桃，白糖等十余种佐料，旧称“杏酪”。
清代朱彝尊《食宪鸿秘》、袁枚《随园食单》、杨曼卿《天桥杂咏》中，都有关于杏仁茶的描述。
《食宪鸿秘》中关于“杏酪”的制作方式有如下记载：
京师甜杏仁，用热水泡，加炉灰一撮。入水，侯冷，即捏去皮，用清水漂净。再量入清水，如磨豆腐法带水磨碎。用绢袋榨汁去渣，以汁入锅煮熟，加白糖霜热啖。或量加牛乳亦可。

可见，此时“杏酪”的制作工艺与豆浆非常类似，先泡水、后去皮、再磨制。《食宪鸿秘》成书于清康熙年间，也就是说杏仁茶的制作在清早期已有雏形。到了乾隆年间，“杏酪”的做法略有变化。《随园食单》中，关于“杏酪”的记载：
捶杏仁作浆，挍去渣，拌米粉，加糖熬之。

这种做法，除去杏仁外还加入了米粉，二者掺在一起，再加糖熬制。到了清末民初时，“杏酪”的叫法已经彻底被“杏仁茶”替代。《天桥杂咏》中，关于杏仁茶的记载：
清晨市肆闹喧哗，润肺生津味亦赊。一碗琼浆真适口，香甜莫比杏仁茶。

杏仁茶是老北京“四大茶”之一（另外三种为油茶、面茶与茶汤），虽名字中有“茶”字，但其实与茶叶毫无关系，现如今多为庙会上贩卖的小吃。